# Świątobliwy Synod Rządzący

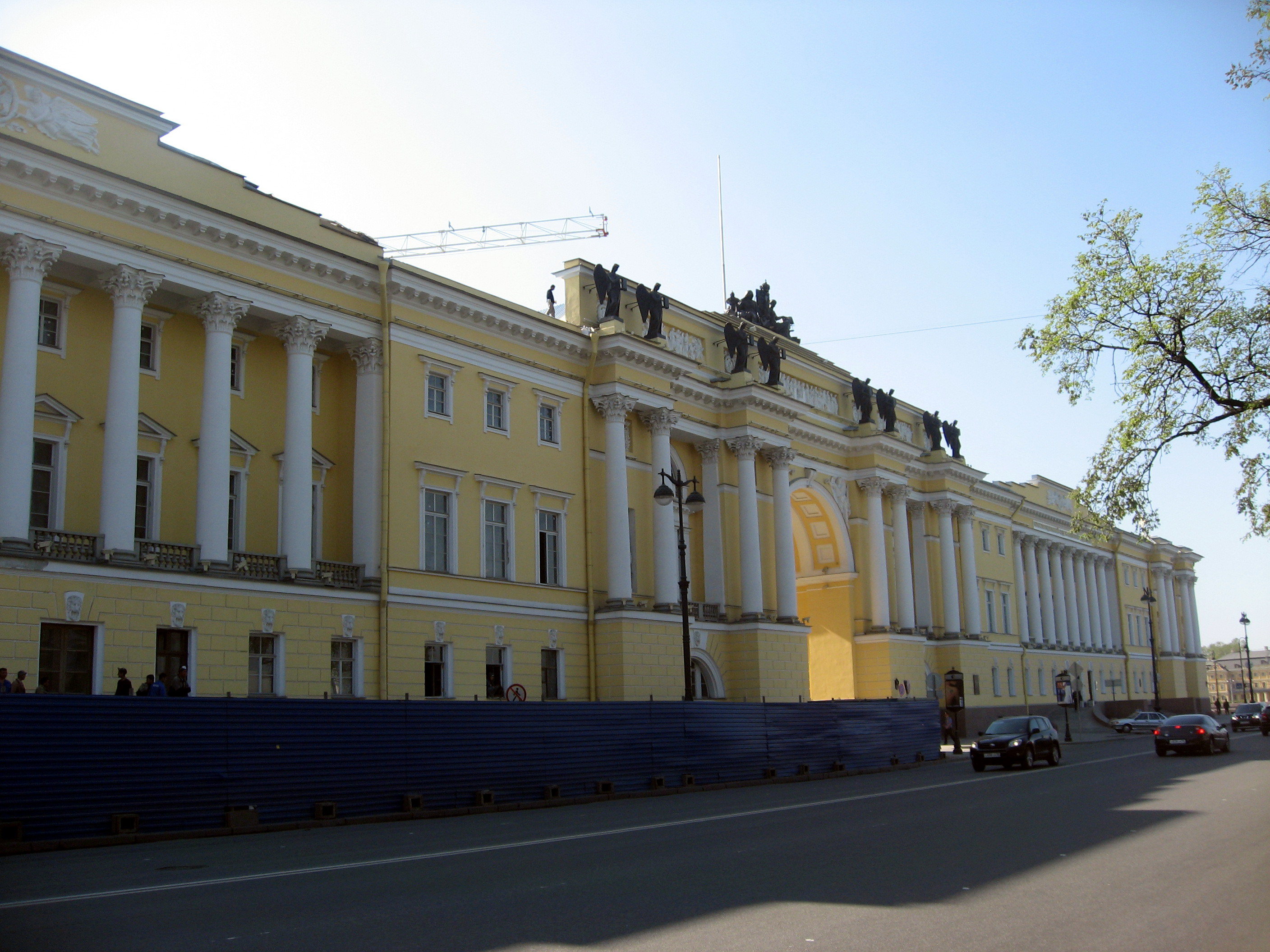
Siedziba Synodu w Petersburgu

Świątobliwy Synod Rządzący (ros. Святейший Правительствующий Синод) – organ kierowniczy Rosyjskiego Kościoła Prawosławnego, wprowadzony w 1721, w wyniku reform cara Piotra I Wielkiego.
Po śmierci  patriarchy Adriana w 1700 Piotr I nie dopuścił do wyboru kolejnego patriarchy, powołując jedynie locum tenens – metropolitę riazańskiego Stefana. W 1721 car wydał Regulamin duchowny, który szczegółowo określił miejsce Cerkwi prawosławnej w strukturach państwa rosyjskiego. Powołał Świątobliwy Synod – nową kolegialną instytucję, zrzeszającą najwyższych duchownych i kierującą działalnością Cerkwi w państwie rosyjskim. Z ramienia cara funkcję kontrolną nad Synodem sprawował urzędnik bez święceń, w randze oberprokuratora. W XVIII w. stanowisko to najczęściej sprawowali wojskowi. Najbardziej znanym oberprokuratorem był Konstantin Pobiedonoscew pełniący tę funkcję w latach 1880–1905. „Święty Synod” przejął na wyłączność prawo do kanonizacji.
Świątobliwy Synod istniał do 1917, tj. do obalenia caratu.